# 奧徹耶丹 (愛荷華州)
奧徹耶丹（英語：Ocheyedan）是一個位於美國愛荷華州奧西歐拉縣的城市。

## 地理
奧徹耶丹的座標為43°24′52″N 95°32′07″W / 43.41444°N 95.53528°W，而該地的平均海拔高度為480米（即1575英尺）。

## 人口
根據2010年美國人口普查的數據，奧徹耶丹的面積為3.00平方千米，當中陸地面積為3.00平方千米，而水域面積為0.00平方千米。當地共有人口490人，而人口密度為每平方千米163人。